# Хосе Монтьєль
Хосе Монтьєль (ісп. José Montiel, нар. 19 березня 1988, Асунсьйон) — парагвайський футболіст, півзахисник клубу «Спорт Уанкайо».
Виступав, зокрема, в італійській Серії А за «Удінезе» та «Реджину», а також за національну збірну Парагваю, у складі якої був учасником чемпіонату світу 2006 року.

## Клубна кар'єра
Розпочинав займатися футболом у своєму рідному місті Асунсьйоні. На початку 2000-х років скаути клубу «Олімпія» помітили його і запросили в команду. У 2004 році футболістові був запропонований професійний контракт. Незабаром парагваєць дебютував у чемпіонаті країни, на той момент йому було 16 років. У сезоні 2005 півзахисник провів 23 матчі і забив 2 голи.
У липні 2006 року Монтьєль підписав контракт з італійським клубом «Удінезе». 10 вересня він дебютував у Серії А, вийшовши на заміну в матчі з «Мессіною». Однак молодий гравець не зумів закріпитися у складі команди: до кінця сезону 2006/07 він ще 6 разів виходив на поле на заміну і лише раз з'являвся в основі.
У результаті цього в липні 2007 року Хосе покинув «Удінезе» і перейшов в інший клуб із Серії А — «Реджину». Перший офіційний матч у новому клубі парагвайський півзахисник зіграв 26 вересня проти «Ювентуса», коли його клуб був розгромлений з рахунком 0:4. У грудні відбувся дебют гравця в Кубку Італії: Монтьєль потрапив у стартовий склад на матч з «Інтернаціонале», відіграв усі 90 хвилин, але не зумів допомогти «Реджині» піти від поразки — 1:4. До закінчення сезону він взяв участь у кількох матчах чемпіонату, виходячи на заміну в другому таймі.
У сезоні 2008/09 Хосе Монтьєль був орендований румунським клубом «Політехніка» з міста Ясси. 23 серпня 2008 року він дебютував у чемпіонаті Румунії у грі з «Фарулом». А 18 жовтня Монтьєль забив свій перший гол в Європі, тим самим, він допоміг добитися нічийного результату 1:1 у зустрічі з «Брашовом». До кінця сезону в активі парагвайця виявилося 18 матчів і 2 голи в Лізі І, що частково допомогли «Політехніці» уникнути вильоту в Лігу ІІ.
Після повернення в «Реджину» Монтьєль вирушив в оренду в аргентинський клуб «Тігре». Повернувшись назад в березні 2010 року, він виступив до кінця сезону у трьох матчах Серії В, куди «Реджина» опустилася під час перебування гравця в оренді. У наступному сезоні 2010/11 Хосе також рідко з'являвся у складі команди: 8 матчів в Серії В і 1 гол у грі з «Сассуоло».
У жовтні 2011 року з'явилася інформація, що парагвайським футболістом цікавиться казахстанський клуб «Астана». Після перегляду контракт з гравцем підписаний не був. А 3 січня 2012 року Монтьєль підписав з «Реджиною» новий контракт до 2013 року.
Протягом 2012—2014 роки захищав кольори «Беневенто», за який провів 49 матчів у Лега Про Пріма Дівізіоне, третьому за рівнем дивізіоні Італії, після чого повернувся на батьківщину, де грав за рідну «Олімпію» (Асунсьйон) та «Насьйональ».
У січні 2016 року вирушив до Перу, де став виступати у вищому дивізіоні за «Уніон Комерсіо». А з наступного року продовжив грати там же за «Спорт Уанкайо».

## Виступи за збірну
У 2004 році у складі збірної Парагваю для гравців до 15 років Хосе Монтьель зіграв важливу роль у перемозі команди на чемпіонаті Південної Америки для футболістів цього віку. У 2005 році він взяв участь у чемпіонаті Південної Америки среди молодіжних команд, на якому Парагвай не зміг вийти з групи. 
У віці 17 років гравець отримав виклик у головну збірну країни, у складі якої 2005 року дебютував в офіційних матчах у складі національної збірної Парагваю. 
У складі збірної був учасником чемпіонату світу 2006 року у Німеччині, однак на турнірі не провів жодного матчу. Востаннє зіграв за Парагвай 19 листопада 2008 року в товариській зустрічі з Оманом, після чого в збірну не викликався.
Провів у формі головної команди країни 9 матчів.

## Статистика виступів

### Статистика клубних виступів
| Сезон                           | Команда                         | Чемпіонат                       | Чемпіонат | Чемпіонат | Усього | Усього |
| Сезон                           | Команда                         | Campionato                      | Ігор      | Голів     | Ігор   | Голів  |
| ------------------------------- | ------------------------------- | ------------------------------- | --------- | --------- | ------ | ------ |
| 2003                            | «Олімпія» (Асунсьйон)           | ПД                              | 0         | 0         | 0      | 0      |
| 2004                            | «Олімпія» (Асунсьйон)           | ПД                              | 2         | 0         | 2      | 0      |
| 2005                            | «Олімпія» (Асунсьйон)           | ПД                              | 23        | 2         | 23     | 2      |
| 2006                            | «Олімпія» (Асунсьйон)           | ПД                              | 13        | 3         | 13     | 3      |
| Усього за «Олімпію» (Асунсьйон) | Усього за «Олімпію» (Асунсьйон) | Усього за «Олімпію» (Асунсьйон) | 38        | 5         | 38     | 5      |
| 2006–07                         | «Удінезе»                       | A                               | 8         | 0         | 8      | 0      |
| 2007–08                         | «Реджина»                       | A                               | 5         | 0         | 5      | 0      |
| 2008–09                         | «Політехніка» (Ясси)            | I                               | 18        | 2         | 18     | 2      |
| 2009-10                         | «Тігре»                         | ПД                              | 10        | 0         | 10     | 0      |
| 2009–10                         | «Реджина»                       | B                               | 3         | 0         | 3      | 0      |
| 2010–11                         | «Реджина»                       | B                               | 8         | 1         | 8      | 1      |
| 2011–12                         | «Реджина»                       | B                               | 5         | 1         | 5      | 1      |
| Усього за «Реджину»             | Усього за «Реджину»             | Усього за «Реджину»             | 16        | 2         | 16     | 2      |
| 2012–13                         | «Беневенто»                     | ПД                              | 25        | 2         | 25     | 2      |
| 2013–14                         | «Беневенто»                     | ПД                              | 24        | 3         | 24     | 3      |
| Усього за «Беневенто»           | Усього за «Беневенто»           | Усього за «Беневенто»           | 49        | 5         | 49     | 5      |
| 2014                            | «Олімпія» (Асунсьйон)           | ПД                              | 14        | 0         | 14     | 0      |
| 2015                            | «Насьйональ»                    | ПД                              | 11        | 1         | 11     | 1      |
| 2016                            | «Уніон Комерсіо»                | ПД                              | 35        | 5         | 35     | 5      |
| 2017                            | «Спорт Уанкайо»                 | ПД                              | 8         | 2         | 8      | 2      |
| Усього за кар'єру               | Усього за кар'єру               | Усього за кар'єру               | 177       | 17        | 177    | 17     |